# Baeckea corynophylla
Baeckea corynophylla är en myrtenväxtart som först beskrevs av Ferdinand von Mueller, och fick sitt nu gällande namn av Ferdinand von Mueller. Baeckea corynophylla ingår i släktet Baeckea och familjen myrtenväxter. Inga underarter finns listade i Catalogue of Life.